# Silvia Margarita Botta
Silvia Margarita Botta de Miconi ( * 1942 - 1994 ) fue una botánica y profesora argentina.
Fue una destacada especialista en Verbenaceae y una investigadora del Instituto de Botánica Darwinion, de Buenos Aires. Los trabajos de campo y sus estudios de herbarios la llevaron a Chile, Brasil, y Uruguay. Obtuvo becas que le permitieron realizar visitas científicas a herbarios para estudiar colecciones en Francia (1985, 1991), en EE. UU. (1989), y en Inglaterra (1991).
- La abreviatura «Botta» se emplea para indicar a Silvia Margarita Botta como autoridad en la descripción y clasificación científica de los vegetales.[3]

## Biografía
Silvia Margarita Botta se recibió de profesora de biología en el año 1966, llegando a ejercer esa profesión por aproximadamente 10 años. En ese tiempo también realizó cursos tanto en la Facultad de Ciencias Exactas y Naturales de la Universidad de Buenos Aires como en la Facultad de Ciencias Naturales de la Universidad Nacional de La Plata.
A partir de 1971 se formó como investigadora botánica en el Instituto de Botánica Darwinion (IBODA), especializándose desde 1976 en la familia Verbenaceae.
Gracias a una beca del Museo Nacional de Historia Natural de Francia (París) pudo desarrollar parte de su trabajo, dirigida por la Dra. Alicia Lourteig.
Otra beca, en 1989, por parte del Museo Field de Historia Natural de Chicago, le permitió viajar por Estados Unidos recorriendo herbarios. Estuvo en el Jardín Botánico de Nueva York, en la Universidad de Texas (Austin), en el Jardín Botánico de Misuri (Saint Louis), y en el Instituto Smithsoniano (Washington).
De regreso en Francia, en 1991, se inscribió en la Universidad de Orleans para rendir su tesis bajo la dirección del profesor Guy Georges Guittonneau. También en ese año trabajó investigando en el Real jardín botánico de Kew, en colaboración con el Dr. Peter Edward Brandham.
Silvia Botta falleció a los 52 años, el 25 de julio de 1994, producto de una enfermedad intratable.